# Rayner Glacier
Rayner Glacier är en glaciär i Antarktis. Den ligger i Östantarktis. Australien gör anspråk på området. Rayner Glacier ligger 233 meter över havet.
Terrängen runt Rayner Glacier är platt västerut, men österut är den kuperad. Trakten är obefolkad. Det finns inga samhällen i närheten.